# Andželati
Andželati (cirill betűkkel Анџелати) falu Montenegróban, az Andrijevicai községben.

## Népesség
- 1948-ban 117 lakosa volt.
- 1953-ban 139 lakosa volt.
- 1961-ben 119 lakosa volt.
- 1971-ben 144 lakosa volt.
- 1981-ben 95 lakosa volt.
- 1991-ben 164 lakosa volt
- 2003-ban 134 lakosa volt, akik közül 123 szerb (91,79%), 6 montenegrói (4,47%) és 5 ismeretlen.